# Plumatella serrulata
Plumatella serrulata is een mosdiertjessoort uit de familie van de Plumatellidae. De wetenschappelijke naam van de soort is voor het eerst geldig gepubliceerd in 1947 door Lacourt.